# Nezdenice
Nezdenice (en allemand : Nesdenitz) est une commune du district d'Uherské Hradiště, dans la région de Zlín, en Tchéquie. Sa population s'élevait à 733 habitants en 2020.

## Géographie
Nezdenice se trouve à une dizaine de kilomètres de la frontière slovaque, à 20 km à l'est-sud-est d'Uherské Hradiště, à 25 km au sud-sud-est de Zlín, à 86 km à l'est-sud-est de Brno et à 267 km au sud-est de Prague.
La commune est limitée par Šumice à l'ouest et au nord-ouest, par Záhorovice à l'est, par Komňa et Bystřice pod Lopeníkem au sud, et par Bánov à l'ouest.

## Histoire
La première mention écrite du village date de 1374.